# Lucien Simoën
Lucien Simoën ([simoˈɛn] * in Carvin, Département Pas-de-Calais) ist ein französischer Jazz-Bassist des Swing.
Lucien Simoën hatte mit zehn Jahren Schlagzeug- und Klarinetten-Unterricht und war in Lille, wo er das dortige Konservatorium besuchte, Mitglied des Symphonie-Orchesters. Er wechselte dann zum Kontrabass und zog nach Paris, um am Konservatorium zu studieren. Sein Debüt in Paris als Berufsmusiker hatte er im Orchester Orlando, das Tanzmusik spielte. Danach arbeitete er bei Alix Combelle und den Orchestern von Serge Glykson und Emile Stern. Im Mai 1936 entstanden erste Aufnahmen mit Django Reinhardt („I'se a Muggin´“), 1937 mit Bill Coleman und Reinhardt („I Ain't Got Nobody“).
1937 reiste er mit Combelle in die Vereinigten Staaten; danach ging er mit dem Glyckson-Orchester auf eine Ägypten-Tournee. Nach seiner Rückkehr arbeitete er mit André Ekyan im Club Le Boeuf sur le Toit; dann trat er mit Combelles erstem Swing-Orchester im „Doina“-Club auf. Mitte der 1930er Jahre wirkte er an Aufnahmen von Bill Coleman mit; 1938/39 spielte er erneut im Glyckson-Orchester. Nach drei Jahren Gefangenschaft während der deutschen Besetzung Frankreichs, die er in Deutschland verbringen musste, trat er mit Bob Castella im „Melodys“ auf und arbeitete erneut mit Combelle und Ekyan. Am 3. April 1944 spielte er wieder in der Band von Django Reinhardt („I Can’t Give You Anything but Love“/„Artillerie Lourde“) und erneut im Mai 1946 mit Reinhardt, Jack Diéval und Hubert Rostaing („Swingtime in Springtime“). In dieser Zeit spielte Lucien Simoën außerdem mit Rex Stewart (1947/48), im James Moody Quintett mit Don Byas, Nat Peck und Bernard Peiffer (1949).
Nach Boris Vian ist Lucien Simoën von Jimmy Blanton und Slam Stewart beeinflusst; Vian zählte Simoën neben dem Reinhardt-Begleiter Emmanuel Soudieux zu den besten Bassisten der französischen Nachkriegszeit.

## Auswahldiskographie
- Jazz In Paris: Bebop (EmArCy)
- Django Reinhardt: 1944/1946 (Classics)